# Сборная Китая по мини-футболу
Национальная сборная Китая мини-футболу представляет Китай на международных соревнованиях по мини-футболу. Трижды участвовала в Чемпионатах мира по мини-футболу, но дальше первого раунда не проходила. Участвовала в Чемпионатах Азии по мини-футболу с 2002 года, высшее достижение — четвёртое место в 2008 и 2010 годах.

## Турнирные достижения

### Чемпионат мира по мини-футболу
- 1989 — не участвовала
- 1992 — 1-й раунд
- 1996 — 1-й раунд
- 2000 — не участвовала
- 2004 — не квалифицировалась
- 2008 — 1-й раунд
- 2012 — не квалифицировалась

### Чемпионат Азии по мини-футболу
- 1999 — не участвовала
- 2000 — не участвовала
- 2001 — не участвовала
- 2002 — 1-й раунд
- 2003 — 1-й раунд
- 2004 — 1/4 финала
- 2005 — 1/4 финала
- 2006 — 1/4 финала
- 2007 — 1-й раунд
- 2008 — 4-е место
- 2010 — 4-е место